# ساعت شماطه‌دار

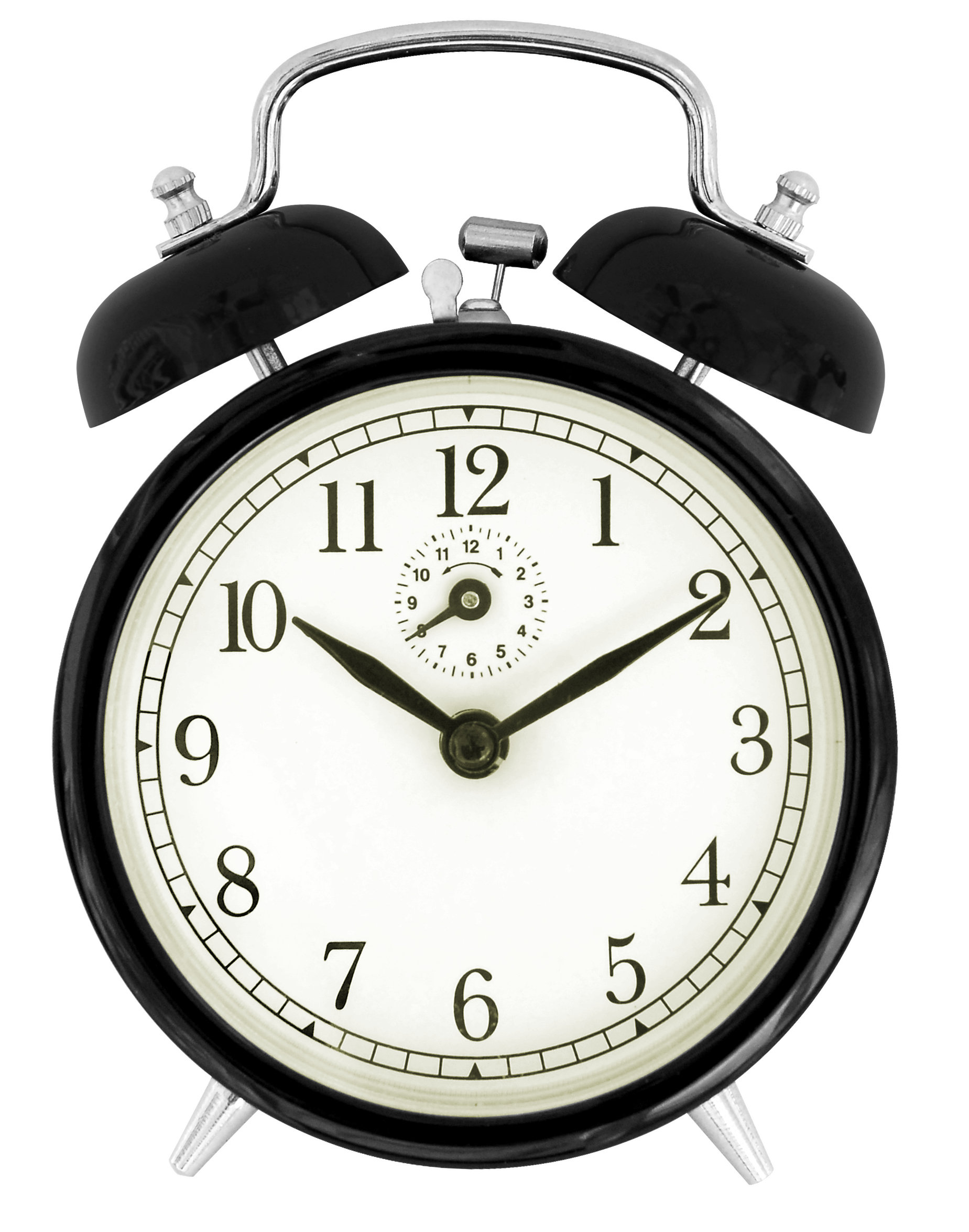
ساعت شماطه‌دار سنتی مکانیکی

ساعت شماطه‌دار یا ساعت زنگ‌دار (انگلیسی: Alarm clock) نوعی ساعت است که برای هشدار دادن به یک فرد یا گروهی از افراد، در زمانی مشخص طراحی شده‌است. کاربرد اولیه این ساعت‌ها بیدار کردن مردم از خواب شبانه یا چرت‌های کوتاه است اما گاهی از آنها برای یادآوری‌های دیگر نیز استفاده می‌شود. این ساعت‌ها برای هشدار، بیشتر از صدا استفاده می‌کنند اما برخی اوقات از نور یا لرزش نیز بهره می‌گیرند. برخی انواع آن‌ها سنسورهایی دارند که مرحله خواب عمیق افراد را شناسایی کرده و کسی که عمیقاً در خواب است را بیدار نمی‌کنند چرا که حتی اگر او به قدر کافی خوابیده باشد بیداری در این مرحله بیشتر باعث خستگی‌اش خواهد شد. معمولاً یک دکمه یا وسیله‌ای برای متوقف کردن صدا یا نور در این ساعت‌ها تعبیه شده و این ساعت‌ها اگر به اندازه کافی زنگ هشدار را اعلام کند به‌طور خودکار متوقف می‌شوند. ساعت‌های آنالوگ کلاسیک یک عقربه ویژه یا الحاقی برای تعیین زمان فعال کردن زنگ دارند. ساعت زنگ‌دار همچنین بر روی انواع ساعت‌های معمولی، رایانه‌های شخصی و گوشی‌های تلفن همراه نیز پیدا می‌شود.
نوع سنتی ساعت زنگ‌دار مکانیکی، یک یا دو کاسهٔ زنگ دارد که چکش کوچکی با استفاده از یک فنر که قدرت را از یک چرخ دنده می‌گیرد و بین دو زنگ یا داخل یک تک زنگ به حرکت در می‌آید تولید صدا می‌کند. در زنگ‌های الکتریکی این چکش کوچک توسط مدار الکترومغناطیسی یک آرمیچر به عقب و جلو حرکت می‌کند و به کاسه زنگ ضربه می‌زند.
نوع دیجیتال ساعت زنگ‌دار که با باتری با برق تغذیه می‌شود برای بیدار کردن یک فرد از خواب می‌تواند صداهای زنگ‌های متفاوتی تولید کند حتی صداهایی مانند خنده، آواز خواندن و اصواتی از طبیعت.
برخی از ساعت‌های زنگ‌دار دارای رادیو هستند و می‌توانند در یک زمان مشخص شروع به پخش یک ایستگاه رادیویی کنند. برخی از ساعت‌های زنگ‌دار ویژگی مفیدی دارند که می‌توانند برای هشدارهای متعدد تنظیم شوند و زوج‌ها را در زمان‌های متفاوت بیدار کنند. ساعت شماطه‌دار امروزه بخشی از امکانات تلویزیون‌ها، رایانه‌های شخصی و گوشی‌های موبایل جدید است. یک ساعت شماطه‌دار پیشرفته قابل برنامه‌ریزی برای زمان‌های مختلف است و حتی می‌تواند به پخش موسیقی با انتخاب شما بپردازد.

## تاریخچه

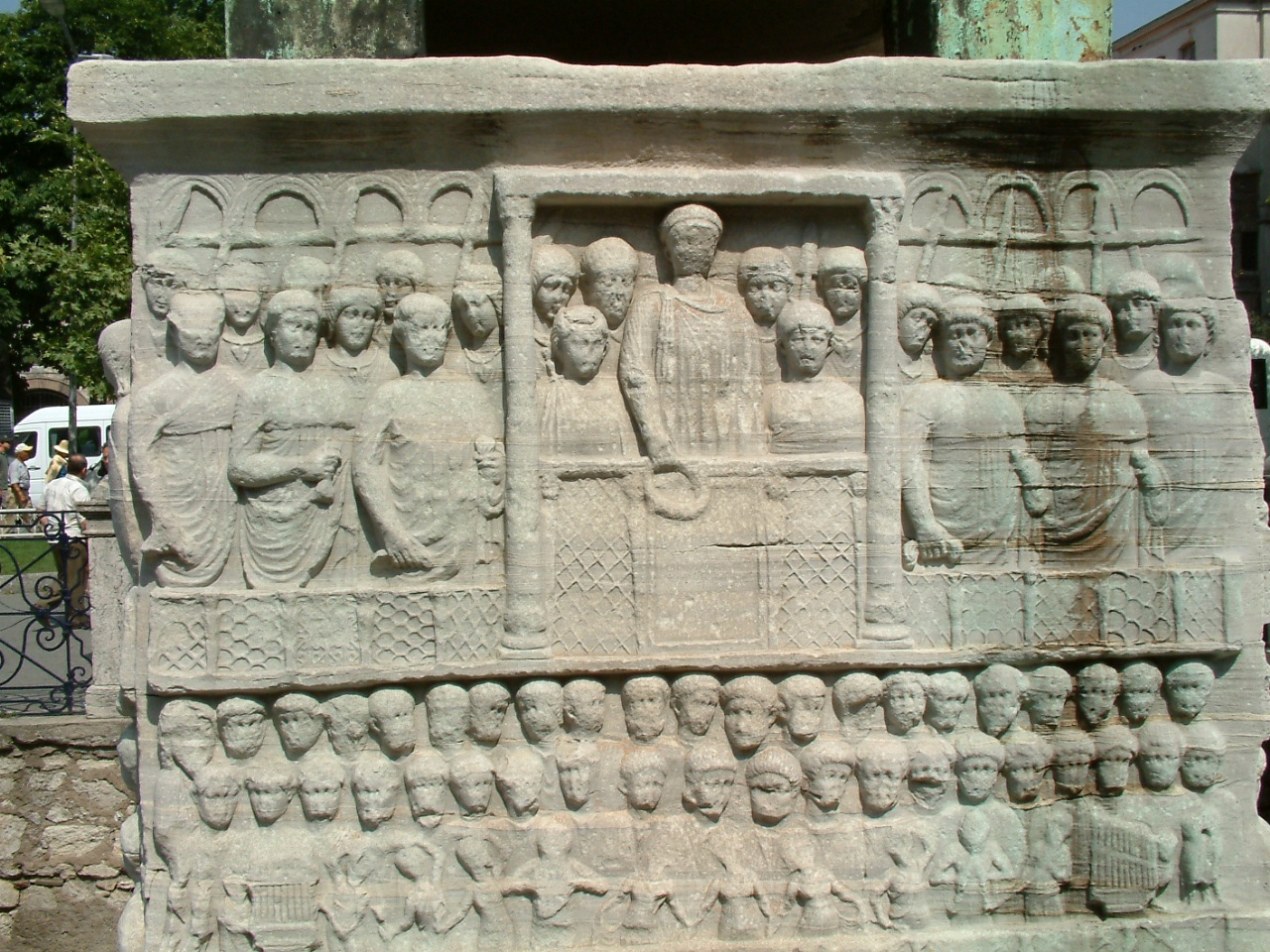
ستون هرمی شکل سنگی تئودوسیوس ساز آبی تسیبیوس در گوشه پایین سمت راست قابل مشاهده است.

در دوران یونان باستان، افلاطون (۴۲۸–۳۴۸ سال قبل از میلاد) گفته بود ساعت آبی بزرگی دارد که صدایی شبیه به صدای ساز آبی تولید می‌کند و او شب‌ها از آن استفاده می‌کند تا شروع سخنرانی‌هایش را در سپیده دم اعلام نماید.
تسیبیوس مهندس و مخترع دوره هلنیستی (۲۸۵–۲۲۲ پیش از میلاد) یک ساعت آبی ساخت با شاخص و اشاره‌گر که نشان دهنده زمان بود و سیستم زنگی استادانه‌ای به آن افزوده شده بود که می‌توانست در یک زمان از قبل تنظیم شده با رها کردن سنگریزه‌ها در یک کوزه سازی بادی را به‌صدا درآورد. در واقع کوزه با سنگین شدن در آب فرومی‌رفت و آب، هوای فشرده را در یک ساز شیپور مانند می‌دمید.
تاریخ پیدایش ساعت زنگ‌دار مکانیکی قابل تنظیم، حداقل به سده ۱۵ در اروپا می‌رسد. در ساعت‌های زنگ‌دار اولیه، سوراخ‌هایی در صفحه ساعت تعبیه شده بود که با قرار دادن یک پین در سوراخ مناسب می‌شد زمان زنگ را تنظیم کرد.
یکی دیگر از ساعت‌های زنگ‌دار مکانیکی در سال ۱۷۸۷ توسط لوی هاچینر از نیوهمپشایر در ایالات متحده ساخته شد. او این دستگاه را فقط برای خودش ساخت تا در ساعت ۴ صبح او را برای کار بیدار کند.
در سال ۱۸۴۷ مخترع فرانسوی آنتوان ریدیر برای اولین بار اختراع ساعت شماطه‌دار قابل تنظیم مکانیکی را به نام خود به ثبت رساند.
اولین رادیوی دارای ساعت با زنگ هشدار توسط جیمز اف. رینولدز در دهه ۱۹۴۰ اختراع شد و همچنین نمونه دیگری توسط پل ال شروث سینیور طراحی شد.

## نگارخانه

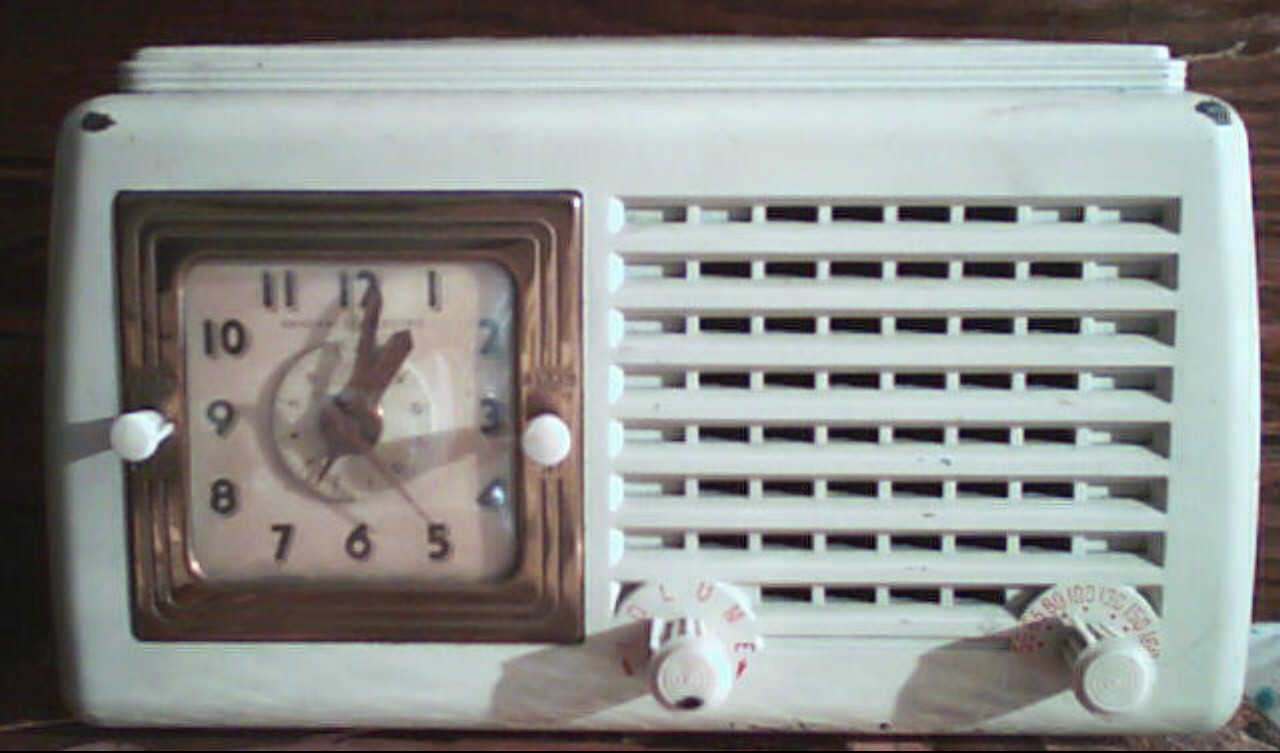
یک رادیو ساعت با زنگ هشدار که تنها یک ایستگاه رادیویی دارد، اوایل دهه ۱۹۳۰.
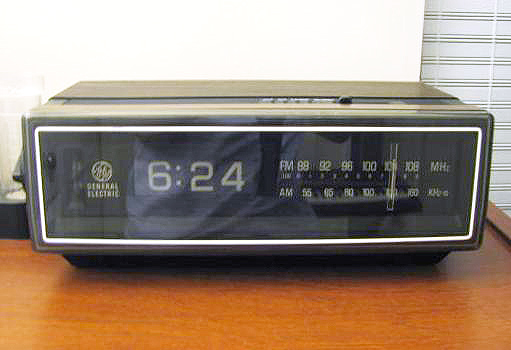
یک ساعت با زنگ هشدار دیجیتال رادیویی (AM/FM) با نمایشگر الکترومکانیکی، اواسط دهه ۱۹۷۰
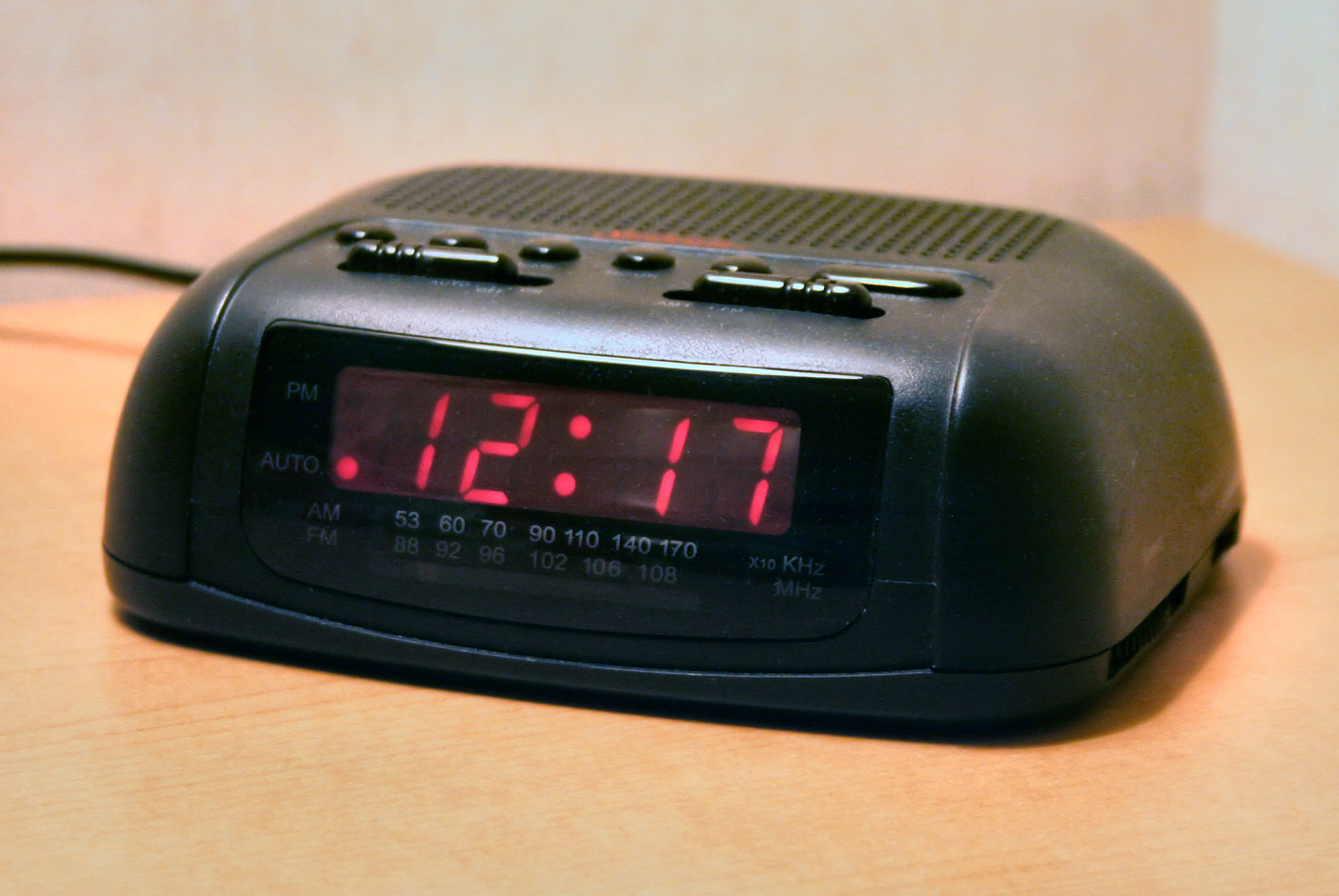
یک رادیو ساعت دیجیتال LED با تنظیم آنالوگ رادیو AM/FM ، اوایل دهه ۱۹۹۰
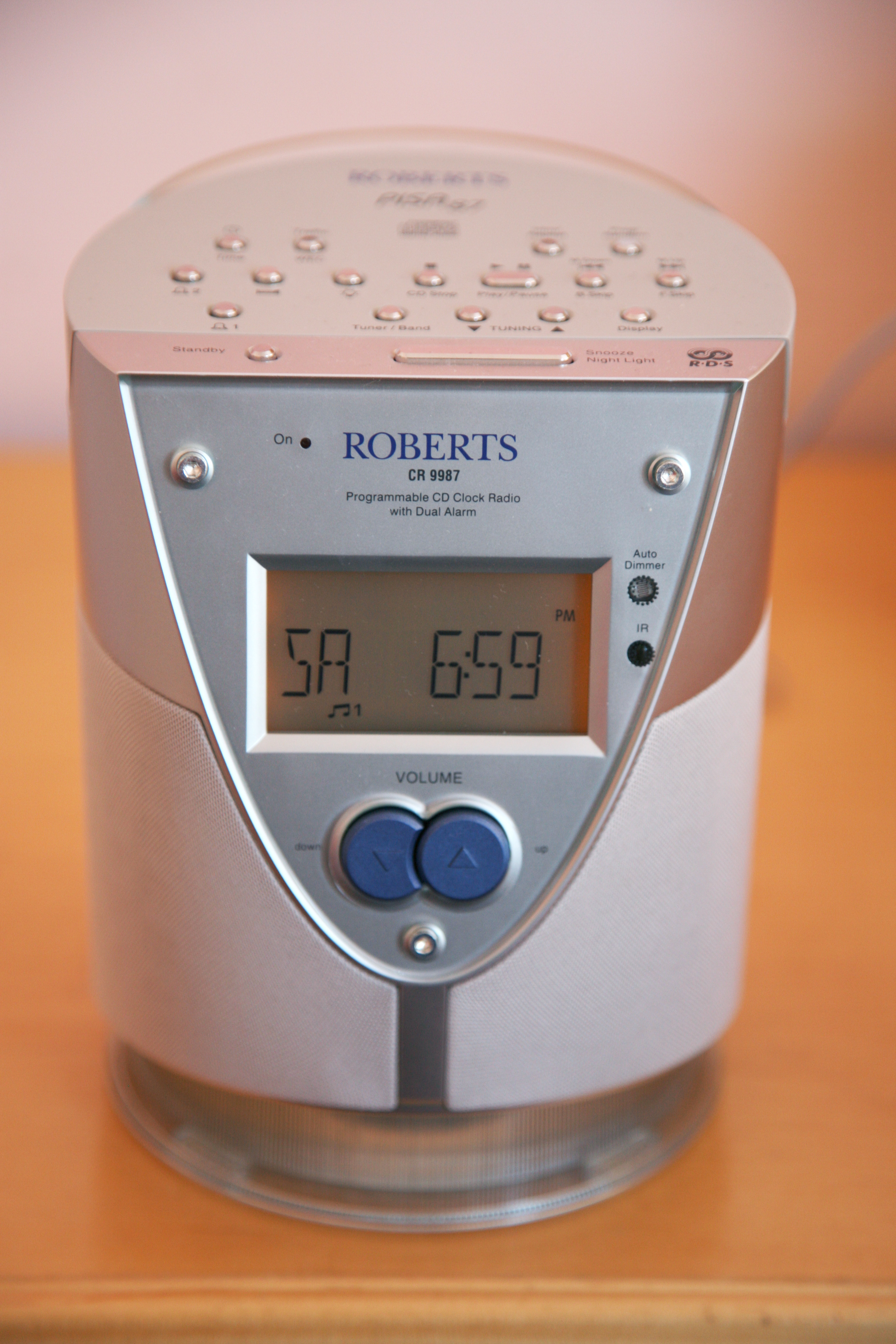
پخش کننده CD، رادیو و ساعت قابل برنامه‌ریزی، دهه ۲۰۰۰
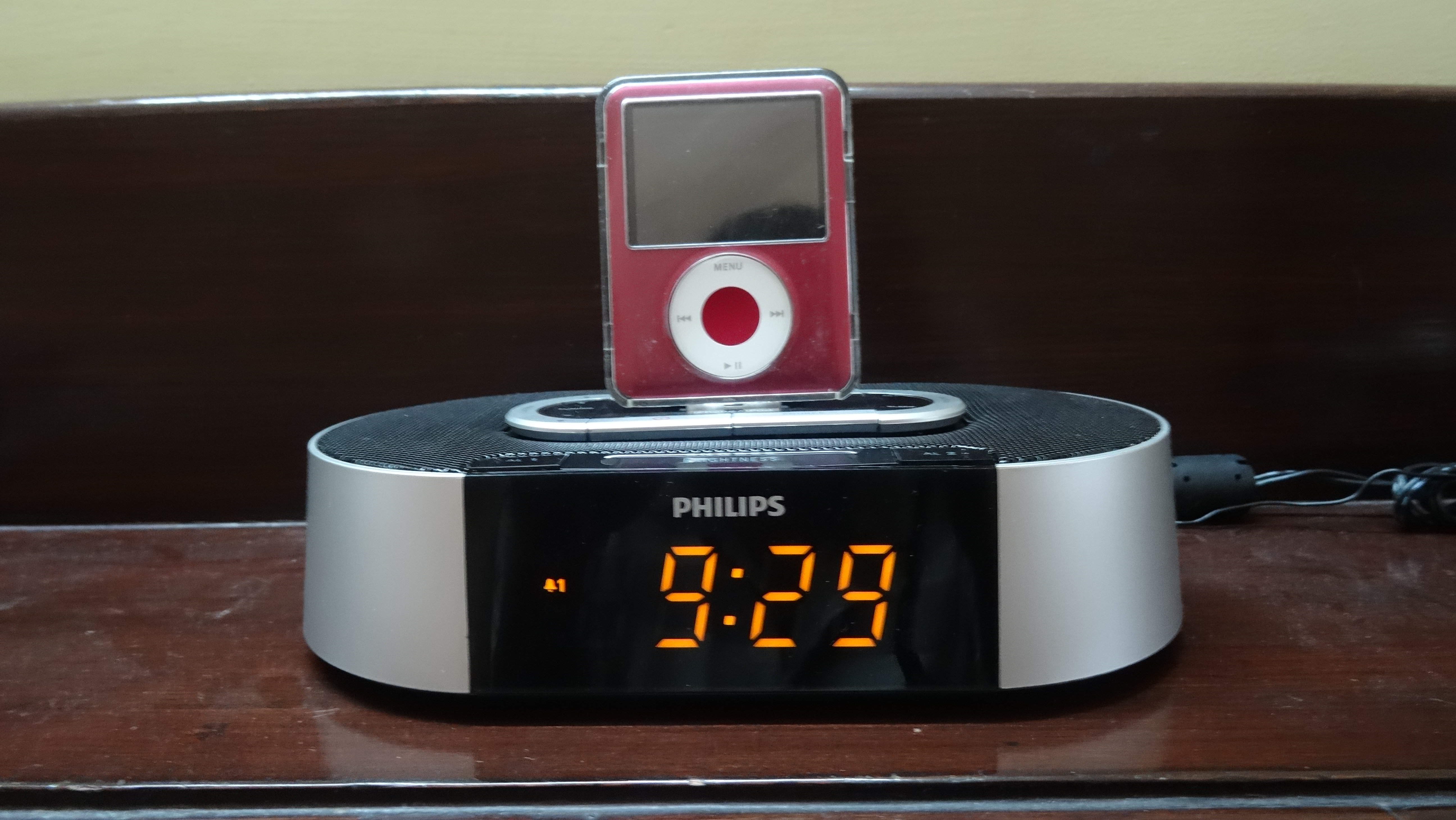
رادیو ساعت امروزی با امکانات یک رادیو، آی پاد و زنگ هشدار دهنده.